# Técnico em radiologia
O técnico em radiologia é um profissional que tem a função de realizar diversos procedimentos de radiologia através de uma diversa gama de serviços na área radiológica.

## Brasil
No Brasil, o técnico em radiologia é um profissional com formação de nível médio, regulado pela Lei nº 7.394, de 29 de outubro de 1985. Esse profissional atua em diversos segmentos dessa área que envolve atualmente uma gama complexa de serviços. Realiza exames radiográficos convencionais, com domínio de soluções químicas e processamento do filme. Prepara o paciente e o ambiente para exames nos serviços de radiologia e diagnóstico por imagem, como mamografia, hemodinâmica, tomografia computadorizada, densitometria óssea, ressonância magnética nuclear e ultrassonografia, entre outras funções.